# Dicaelotus pusillus
Dicaelotus pusillus är en stekelart som beskrevs av Holmgren 1890. Dicaelotus pusillus ingår i släktet Dicaelotus och familjen brokparasitsteklar. Arten är reproducerande i Sverige. Inga underarter finns listade i Catalogue of Life.